# 东皇太一

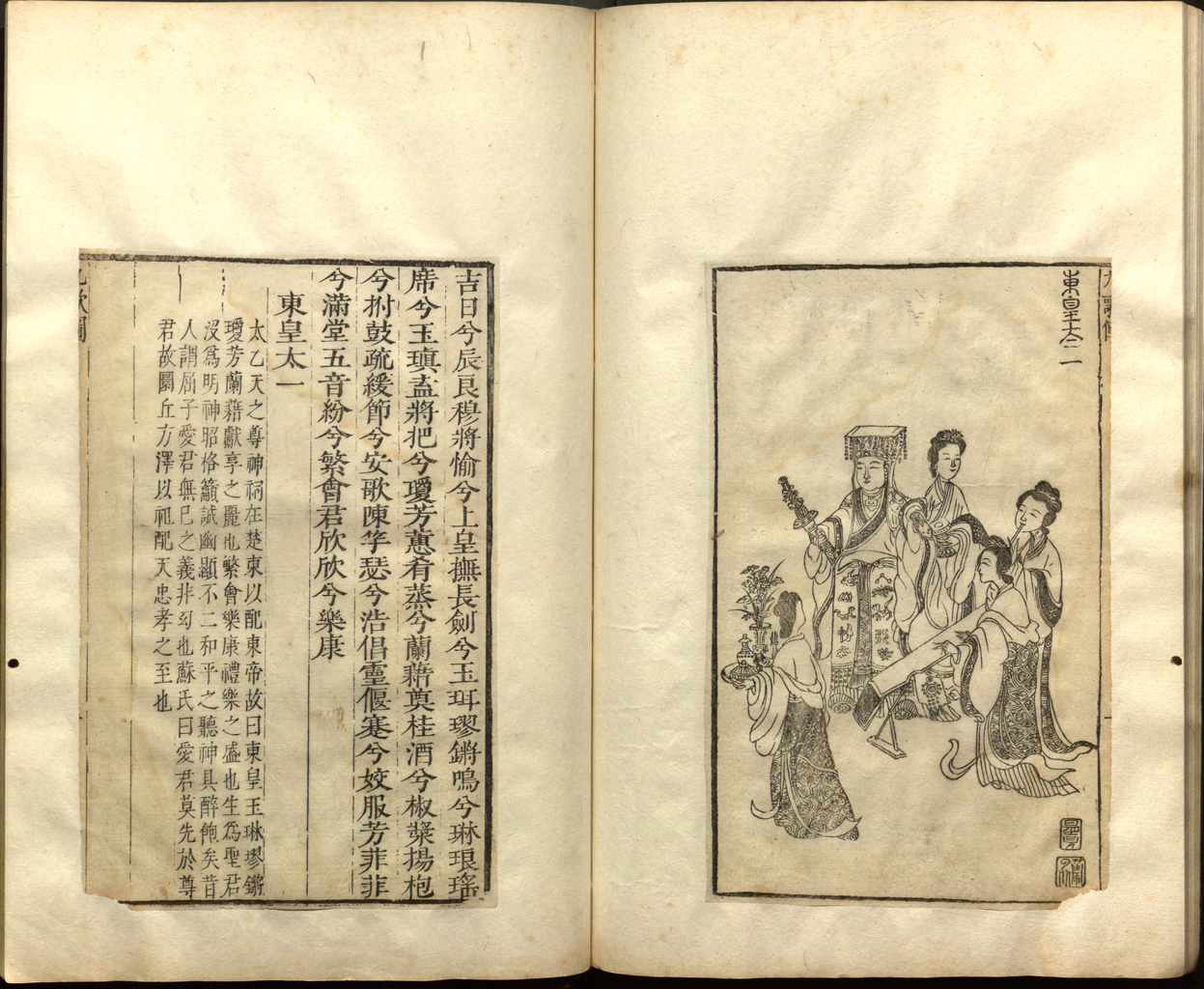
萧云从《离骚图》，东皇太一

东皇太一，簡稱太一，又稱太乙，有些文獻中寫作泰一。先秦楚国神话中的最高位大神，汉武帝后汉朝最高神。屈原所著《东皇太一》被编入《楚辭·九歌》中。

## 身份
東皇太一是戰國時期楚國的祀神曲《楚辭·九歌》中的一個最高神，持有此意見的人較多，其代表者為聞一多，他認為「其實東皇太一即上帝，祭東皇太一即郊祀上帝」。關於東皇太一的身份另有多種說法，分別為：
- 是楚懷王為戰勝秦皇而祠祀的戰神。
- 是齊國方士缪忌所奏祠，是齊國的上帝。
- 認為成湯大乙是東皇太一的前身。
- 是一名社神。

## 外部連結
- 维基文库中的相關文獻：東皇太一